# Kiko (album)
Kiko er Gillis debutalbum, der er udgivet den 13. juli 2019. Det er Gillis anden større udgivelse efter Ækte Vare-udgivelsen i 2014.
Albummet gik nummer 1 på den danske album-hitliste og var det andet mest solgte / streamede album i 2019.

## Spor
| #   | Titel                                           | Musik           | Længde |
| --- | ----------------------------------------------- | --------------- | ------ |
| 1.  | "Løgn"                                          | Nicki Pooyandeh | 2:38   |
| 2.  | "Selv" (featuring Benny Jamz og Branco)         | Nicki Pooyandeh | 4:03   |
| 3.  | "Ikke Alene"                                    | Nicki Pooyandeh | 2:59   |
| 4.  | "Lyca" (featuring Kesi)                         | Nicki Pooyandeh | 2:23   |
| 5.  | "Corazon"                                       | Hennedub        | 3:27   |
| 6.  | "100" (featuring Benny Jamz, Branco og Kesi)    | Nicki Pooyandeh | 2:43   |
| 7.  | "Vai Amor"                                      | Nicki Pooyandeh | 2:46   |
| 8.  | "Culo" (featuring Branco)                       | Nicki Pooyandeh | 2:25   |
| 9.  | "Langt Væk"                                     | Hennedub        | 3:25   |
| 10. | "Dag 1"                                         | Nicki Pooyandeh | 3:19   |
| 11. | "Principperne" (featuring Benny Jamz)           | Nicki Pooyandeh | 2:53   |
| 12. | "Ingenting At Sige" (featuring NODE)            | Nicki Pooyandeh | 3:09   |
| 13. | "Yde For At Nyde"                               | Nicki Pooyandeh | 3:10   |
| 14. | "Skejs" (featuring Benny Jamz)                  | Nicki Pooyandeh | 2:37   |
| 15. | "Mama Rosa"                                     | Nicki Pooyandeh | 3:10   |
| 16. | "Tale Til Dem" (featuring Benny Jamz og Branco) | Nicki Pooyandeh | 2:25   |

## Hitlister og certificeringer
| Hitliste | Højeste placering | Certificering |
| -------- | ----------------- | ------------- |
| Danmark  | 1                 | - 2× Platin   |

| Hitliste (2019) | Placering |
| --------------- | --------- |
| Danmark         | 2         |
| Hitliste (2020) | Placering |
| Danmark         | 7         |